# 西科斯基 S-43

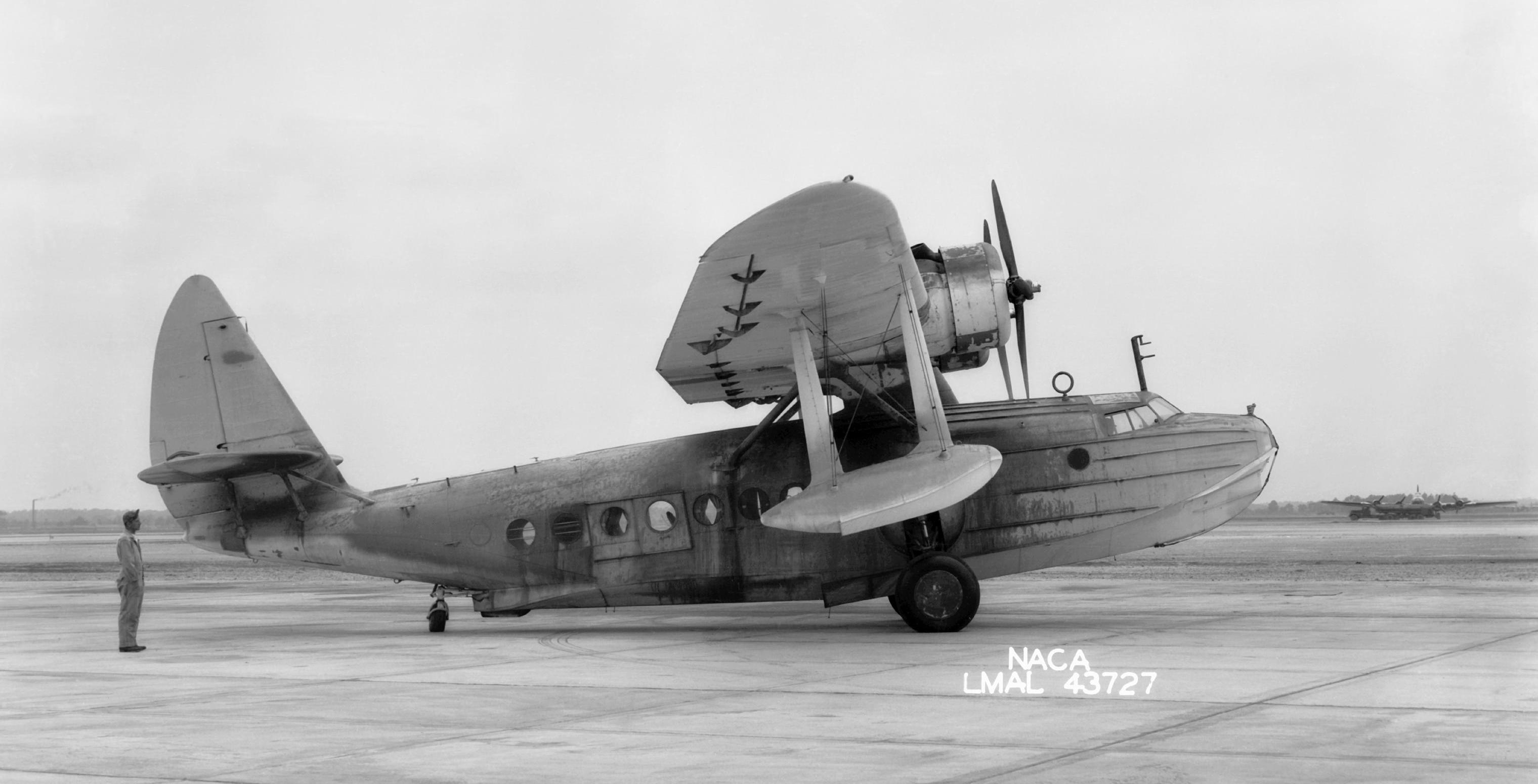
S-43

西科斯基S-43是一種雙發動機的飛行艇，在航空公司中被稱為小飛剪船(Baby Clipper)。主要用家是泛美航空，但其中三架由夏威夷的島內航空(Inter-Island Airways)，即今天的夏威夷航空(Hawaiian Airlines)用於接送泛美航空的乘客及當地居民來往檀香山和其他島嶼。

## 規格 (S-43)
基本信息
- 机组：2名飛行員
- 容量：15名乘客

性能